# Basse montagne

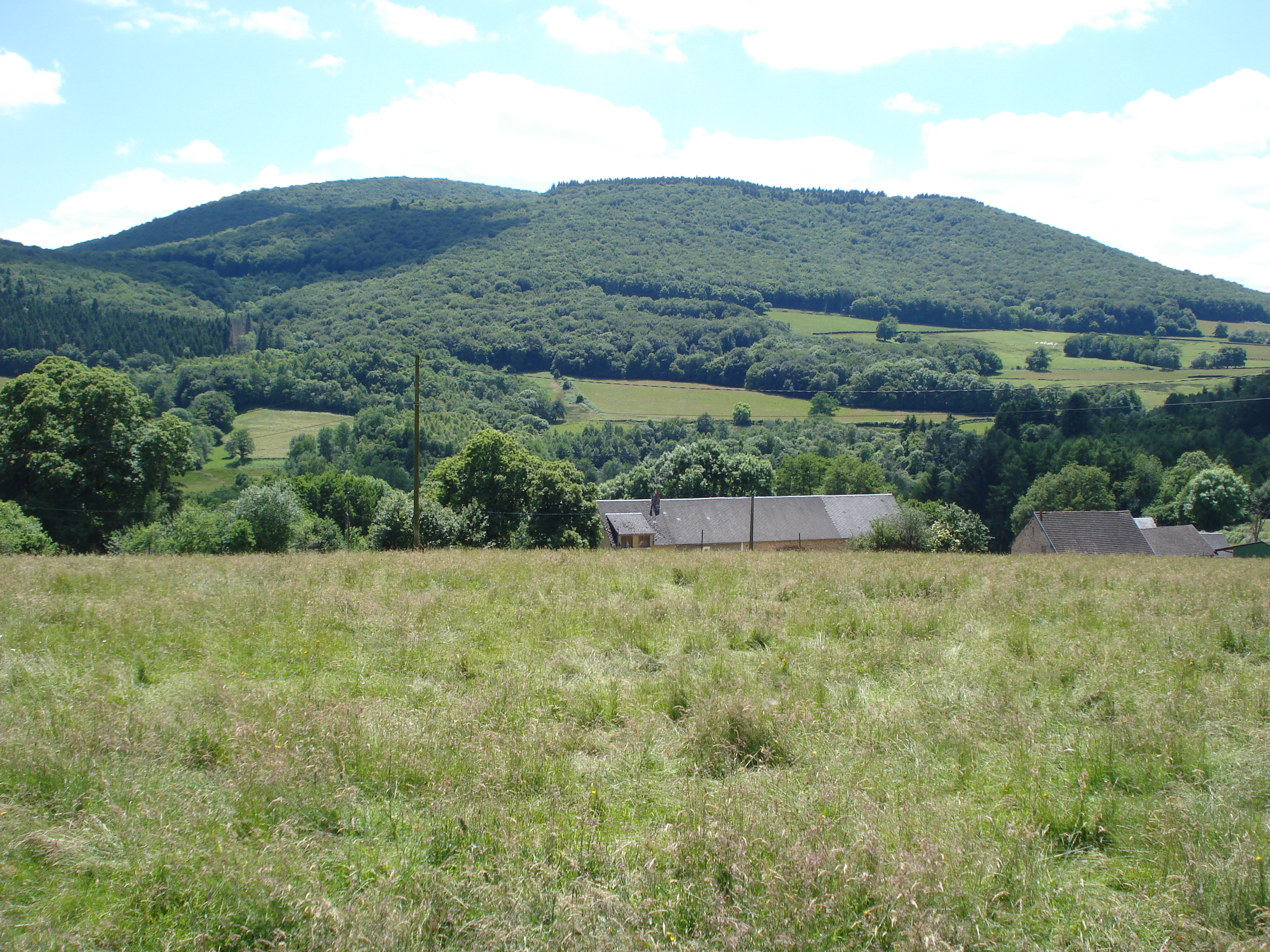
Vue du mont Beuvray, dans le Morvan, un paysage typique de basse montagne en zone tempérée océanique.

Par opposition avec la haute montagne et la moyenne montagne, les régions de basse montagne correspondent aux secteurs les moins élevés des massifs montagneux.
Cette définition étant en partie soumise aux conditions climatiques et aux caractéristiques de la flore, elle dépend du contexte géographique. Aux latitudes tempérées, on estime que la basse montagne laisse la place à la moyenne montagne vers 500 à 800 m d'altitude (le début de l'étage montagnard) et qu'elle débute dès les premières élévations (à partir de 200 m en général). En outre, la relativité de l'appellation « basse montagne » est également liée au profil du massif concerné, selon qu'il est brutalement élevé ou très largement étendu sur une zone de piémont.
Situées à trop basse altitude pour bénéficier des apports du tourisme hivernal, mais déjà suffisamment en altitude pour subir un enclavement relatif, ces zones sont souvent parmi les plus en difficulté parmi les zones rurales.

## Géographie

### Conditions climatiques
Le climat de la basse montagne est légèrement plus frais et plus humide que les plaines environnantes sans qu'il soit possible pour autant de parler de climat montagnard qui n'a d'influence qu'à partir d'altitudes supérieures, à partir de la moyenne montagne.

### Écosystème
Dans l'étagement de la végétation, les zones de basse montagne correspondent dans les régions tempérées à la zone de l'étage collinéen, et éventuellement à la partie inférieure de l'étage montagnard.

## Répartition
En France, les secteurs périphériques des zones de montagne sont généralement situés en basse montagne.

### Exemples
- Massif central : monts de la Marche, plateau des Gras, Ségala
- Massif du Jura : Jura alsacien
- Massif des Vosges : Vosges du Nord, Vôge, partie ouest des Vosges saônoises
- Massif ardennais
- Massif armoricain